# Episodi de La vita secondo Jim (sesta stagione)
La sesta stagione della serie televisiva La vita secondo Jim (According to Jim) è composta da 18 episodi, trasmessi in prima visione negli Stati Uniti d'America da ABC dal 3 gennaio al 16 maggio 2007.
In Italia la stagione viene trasmessa in prima visione assoluta dal 20 giugno al 15 agosto 2007, ma non è chiaro su quale canale. 
Le fonti, infatti, sono discordi su questo punto: secondo Il mondo dei doppiatori è stata trasmessa per la prima volta su Fox, mentre secondo Movietele è stata trasmessa per la prima volta su Italia 1.
| nº | Titolo originale      | Titolo italiano               | Prima TV USA     | Prima TV Italia |
| -- | --------------------- | ----------------------------- | ---------------- | --------------- |
| 1  | The Punch             | La sospensione                | 3 gennaio 2007   | 20 giugno 2007  |
| 2  | The Flannelsexual     | La festa del nascituro        | 3 gennaio 2007   | 20 giugno 2007  |
| 3  | Guinea Pygmalion      | Fluffy, una cavia in famiglia | 10 gennaio 2007  | 27 giugno 2007  |
| 4  | Hoosier Daddy         | Obiettivo mancato             | 10 gennaio 2007  | 27 giugno 2007  |
| 5  | Good Grief            | Lo zio Tobia                  | 17 gennaio 2007  | 4 luglio 2007   |
| 6  | All the Rage          | L'irascibile Jim              | 17 gennaio 2007  | 4 luglio 2007   |
| 7  | Cheryl Gone Wild      | Bellezze scatenate            | 24 gennaio 2007  | 11 luglio 2007  |
| 8  | Deliverance           | Partofobia                    | 31 gennaio 2007  | 11 luglio 2007  |
| 9  | Dino-Mite             | Avventura al museo            | 28 febbraio 2007 | 18 luglio 2007  |
| 10 | Separate Ways         | Un bambino di troppo          | 7 marzo 2007     | 18 luglio 2007  |
| 11 | In Case of Jimergency | Lo zar della salute           | 14 marzo 2007    | 25 luglio 2007  |
| 12 | Coach Jim             | Coach Jim                     | 28 marzo 2007    | 25 luglio 2007  |
| 13 | The At-Bat            | Viaggio nel futuro            | 4 aprile 2007    | 1º agosto 2007  |
| 14 | What Lies Beneath     | La fede nuziale               | 18 aprile 2007   | 1º agosto 2007  |
| 15 | The Grill II          | Il grill (2)                  | 25 aprile 2007   | 8 agosto 2007   |
| 16 | Devlin in Disguise    | Andy si sposa                 | 2 maggio 2007    | 8 agosto 2007   |
| 17 | Any Man of Mine       | L'uomo ideale                 | 9 maggio 2007    | 15 agosto 2007  |
| 18 | Jim's Birthday        | Il compleanno di Jim          | 16 maggio 2007   | 15 agosto 2007  |

## La sospensione
- Titolo originale: The Punch
- Diretto da: James Widdoes
- Scritto da: Christopher J. Nowak

### Trama
Jim teme che Kyle rischi di diventare una femminuccia a causa degli insegnamenti da educanda di Cheryl, perciò decide di impartire al figlio una lezione di autodifesa insegnandogli come si tira un pugno. Il risultato è che il bambino viene sospeso da scuola per comportamento violento.
- Guest star: Tammy Townsend (signora Crawford), Bree Pavey (genitore del parco giochi), Marc Musso (Mike Murphy).

## La festa del nascituro
- Titolo originale: The Flannelsexual
- Diretto da: James Widdoes
- Scritto da: John D. Beck e Ron Hart

### Trama
Jim partecipa per caso ad un talk show, nel quale sostiene la sua convinzione che le donne fanno di tutto per cancellare le differenze fra i sessi, rendendo per così dire gli uomini sempre più effeminati. Cheryl va su tutte le furie ma Jim decide di difendere il suo punto di vista boicottando la festa per il futuro bambino di Dana, alla quale, diversamente da quanto avveniva un tempo, sono invitati anche i maschi.
- Guest star: Matt Braaten (Jim Mourning), Tanjareen Martin (assistente), Nikki Boyer (Tanya Mountains), Mitch Rouse (dottor Ryan Gibson), Gillian Vigman (Jillian).

## Fluffy, una cavia in famiglia
- Titolo originale: Guinea Pygmalion
- Diretto da: James Widdoes
- Scritto da: Judd Pillot e John Peaslee

### Trama
Jim non sa come dire alla sua famiglia che, secondo lui, non vale la pena operare il porcellino d'india di famiglia.
- Guest star: Bruce Jarchow (dottor Zavranski), Byron McIntyre (vigile del fuoco), Maribeth Monroe (Helen).

## Obiettivo mancato
- Titolo originale: Hoosier Daddy
- Diretto da: Jim Belushi
- Scritto da: Judd Pillot e John Peaslee

### Trama
Jim e Cheryl cercano di celebrare il loro quindicesimo anniversario di matrimonio in un modo speciale, ma Dana e il tempo sembrano avere altri piani per loro.
- Guest star: Tim Meadows (Dennis).

## Lo zio Tobia
- Titolo originale: Good Grief
- Diretto da: Jim Belushi
- Scritto da: Judd Pillot e John Peaslee

### Trama
Cheryl riceve la notizia della morte di suo zio Tobia e va ai suoi funerali insieme a Dana e Andy. Jim decide allora di farle trovare la casa perfetta per il suo ritorno e di acconsentire a tutte le sue richieste. Ma dopo due settimane, Jim inizia a pensare che Cheryl stia sfruttando la situazione
per non fare i lavori di casa. Dopo una discussione con Cheryl, capisce però di aver sbagliato e si sente talmente in colpa da assecondare ogni più piccolo desiderio pur di farla contenta. Ma, su consiglio di Dana, Cheryl stavolta sfrutta veramente la situazione a suo favore.
Dopo un po' di tempo, Andy dice a Jim che crede che stavolta Cheryl lo sta sfruttando davvero e, anche lui per ripicca, sputa nel cacao di Cheryl. Dopo averglielo portato, però, si pente e la ferma in tempo rivelandole la verità. Si accende così un'altra discussione e, ancora una volta, Jim passa dalla parte del torto. Alla fine dell'episodio i due si riappacificano e Cheryl chiede a Jim un altro desiderio: bere dal cacao da cui aveva sputato e lui acconsente.

## L'irascibile Jim
- Titolo originale: All the Rage
- Diretto da: Dennis Capps
- Scritto da: Christopher J. Nowak

### Trama
Cheryl convince Jim a frequentare un corso di gestione della rabbia, ma presto scopre che arrabbiarsi non è tanto divertente quanto vendicarsi.
- Guest star: Terrance Christopher Jones (Bob), David Atkinson (David), Kevin McDonald (terapista), Bill Fagerbakke (Howard).

## Bellezze scatenate
- Titolo originale: Cheryl Gone Wild
- Diretto da: James Widdoes
- Scritto da: Daniel Egan

### Trama
Jim tranquillizza Ryan quando scoprono che Dana era in un video in cui i partecipanti si confidavano, ma è una storia diversa quando Jim scopre che Cheryl era nello stesso video.
- Guest star: Mitch Rouse (dottor Ryan Gibson).

## Partofobia
- Titolo originale: Deliverance
- Diretto da: James Widdoes
- Scritto da: Hayes Jackson

### Trama
Jim convince Dana che andrà bene per Ryan occuparsi della nascita del bambino di una famosa star in un Paese devastato dalla guerra, quindi deve farsi avanti quando Dana inizia il travaglio e Ryan è ancora bloccato lì. Dana dà alla luce un bambino e lo chiama Tanner.
- Guest star: Mitch Rouse (dottor Ryan Gibson), Alex Endeshaw (dottor Patel).

## Avventura al museo
- Titolo originale: Dino-Mite
- Diretto da: James Widdoes
- Scritto da: Hayes Jackson

### Trama
Dana e Cheryl trascorrono una serata tra ragazze, affidando i loro figli a Ryan e Jim.
- Guest star: Mitch Rouse (dottor Ryan Gibson).

## Un bambino di troppo
- Titolo originale: Separate Ways
- Diretto da: James Widdoes
- Scritto da: Warren Bell e Harry Hannigan

### Trama
Jim inizia a scocciarsi quando Dana e il suo bambino trascorrono gran parte del tempo a casa sua e Cheryl gli suggerisce di dormire a casa di Andy.
- Guest star: Tara Strong (voce del bambino che piange).

## Lo zar della salute
- Titolo originale: In Case of Jimergency
- Diretto da: Larry Joe Campbell
- Scritto da: John D. Beck e Ron Hart

### Trama
Jim dà di matto quando riceve la fattura di un medico, ma non dice a Cheryl di aver annullato l'assicurazione sanitaria di famiglia per paura che si arrabbi.
- Guest star: Cleo King (Suzanne).

## Coach Jim
- Titolo originale: Coach Jim
- Diretto da: James Widdoes
- Scritto da: Sylvia Green

### Trama
Quando Jim viene costretto ad allenare la squadra di basket delle sue figlie, si trasforma in uno dei suoi idoli, Mike Ditka, anche se questo spinge una delle sue ragazze a lasciare la sua squadra per andare a giocare in un'altra.
- Guest star: Jamison Belushi (Jamie), Courtney Taylor Burness (Tabitha), Meagen Fay (Susan Karp).

## Viaggio nel futuro
- Titolo originale: The At-Bat
- Diretto da: Jim Belushi
- Scritto da: David Feeney

### Trama
Kyle deve giocare la sua prima partita di baseball, ma non ha alcun talento e Jim è preoccupatissimo. Alla partita, pubblico e giocatori lo deridono poiché subisce tre strike consecutivi. Jim si allontana per andare in bagno, ma qui inizia l'esperienza trascendentale: il fantasma di Andy giunge dal futuro per portare con sé Jim e mostrargli come è diventato Kyle in seguito all'esperienza della partita (Andy in tale futuro è già morto, d'infarto, e perciò si presenta come fantasma). Uscendo dal bagno, Jim si ritrova a casa sua nel futuro e scopre che Kyle è rimasto traumatizzato dalle risate del pubblico ed è in preda alla depressione (che lo spingerà al suicidio 5 anni dopo). Jim torna indietro nel tempo a prima che inizi la partita (in cambio, quando Andy morirà non farà battute sulla bara extralarge). Convince Kyle a farsi colpire dalla palla per andare in prima base ed evitare le risate. Ma, viaggiando di nuovo nel tempo, scopre che l'esperienza stavolta ha insegnato a Kyle che per vivere bene bisogna farsi colpire e quindi per lavoro fa la pignatta umana (e tra 10 anni sarà gay). Tentando di cambiare di nuovo la storia, Jim spinge Kyle a essere aggressivo, ma il figlio lo prende alla lettera e assale il lanciatore. L'esperienza renderà Kyle un delinquente dal grilletto facile che nel futuro ucciderà sia Andy che Ryan (in una parodia del Padrino) a colpi di pistole e mitragliatore. Come ultimo tentativo, Jim si accorge che Kyle è mancino e per questo non riusciva a colpire la palla, poiché teneva la mazza con la destra. Stavolta il ragazzo riesce a colpirla al primo tentativo, in un delirio di applausi da parte di Jim ma anche delle sorelle e della madre, nonché di tutto il pubblico. Stavolta è il Kyle del futuro ad andare da Jim rivelandogli che la partita non c'entrava niente con la formazione del figlio, poiché quello che è importante è che Jim c'era sempre quando Kyle aveva bisogno. A casa, Kyle è accolto con festività da tutta la famiglia e la puntata si conclude in uno scambio di battute che ricorda i viaggi nel tempo di Jim.
- Guest star: Robert Belushi (Kyle adulto), Jamison Belushi (ragazzina), Mitch Rouse (dottor Ryan Gibson), Jesse Donnelly (arbitro).

## La fede nuziale
- Titolo originale: What Lies Beneath
- Diretto da: Larry Joe Campbell
- Scritto da: Sylvia Green

### Trama
Quando Andy compra un metal detector, dissotterra l'anello nuziale di Jim nel prato davanti casa, ma lo dà a Cheryl, che, a sua volta, cerca di convincere Jim a confessare.
- Guest star: Jamison Belushi (ragazzina).

## Il grill (2)
- Titolo originale: The Grill II
- Diretto da: Dennis Capps
- Scritto da: Christopher J. Nowak

### Trama
Mentre Cheryl e le ragazze vanno a trovare la madre di Cheryl, Andy mette in vendita la griglia che Jim gli ha dato. Ciò fa andare Jim su tutte le furie, provocando una guerra senza esclusione di colpi fra i due.
- Guest star: Taras Los (vicino di casa), George Takei (se stesso), Siobhan Dunn (agente).

## Andy si sposa
- Titolo originale: Devlin in Disguise
- Diretto da: Jim Belushi
- Scritto da: John D. Beck e Ron Hart

### Trama
Quando i simpatici Tim e Cindy Devlin organizzano una festa di compleanno per annunciare che stanno per divorziare, Jim non lo sopporta. Le cose peggiorano ancora quando Cindy si mette con Andy.
- Guest star: Cynthia Stevenson (Cindy Devlin), Tim Bagley (Tim Devlin).

## L'uomo ideale
- Titolo originale: Any Man of Mine
- Diretto da: Kimberly Williams-Paisley
- Scritto da: Daniel Egan

### Trama
Jim trova un ragazzo gay che accompagni Cheryl in tutte le uscite che vuole fare, ma il piano fallisce quando il ragazzo lo scarica e lascia Jim con i biglietti per il musical.
- Guest star: Hunter Maats (cameriere), Danielle Burgio (cameriera), Patrick Fischler (Darryl), Charlie Hartsock (DJ), Phil LaMarr (Kurt).

## Il compleanno di Jim
- Titolo originale: Jim's Birthday
- Diretto da: James Widdoes
- Scritto da: Sylvia Green

### Trama
Jim prova tutto ciò che è in suo potere (incluso Andy) per sabotare la festa di compleanno che Cheryl ha organizzato per lui.
- Guest star: Elijah Runcorn (giovane Jim), Charlie Hartsock (Charlie).